# Dyskografia Madonny (single)
Dyskografia Madonny (single) – dyskografia amerykańskiej piosenkarki popowej Madonny w zakresie singli. Lista obejmuje 93 singli i 25 single promocyjne.
Artykuł zawiera informacje o latach wydania i albumach, z których utwory pochodzą. Wymienione zostały także najwyższe pozycje na listach przebojów i certyfikaty w 10 państwach: Stanach Zjednoczonych (USA), Australii (AUS), Kanadzie (CAN), Francji (FRA), Niemczech (GER), Włoszech (ITA), Hiszpanii (SPA), Szwajracii (SWI), Wielkiej Brytanii (UK) i Polsce (POL; listy airplay i OLiS – single w streamie). Ponadto uwzględnione są pozycje na notowaniu Dance Club Songs w Stanach Zjednoczonych (USA Dance), na ogólnoeuropejskim European Hot 100 (EUR) i ogólnoświatowym Billboard Global 200 (WW). Wymienione są także utwory niewydane na singlach, które były notowane na co najmniej jednej z uwzględnionych list.
Lista nie obejmuje singli wideo, które zostały przedstawione w odrębnym artykule.

## Single

### 1982–1989
| Rok                                                      | Tytuł                                | Najwyższe pozycje na listach | Najwyższe pozycje na listach | Najwyższe pozycje na listach | Najwyższe pozycje na listach | Najwyższe pozycje na listach | Najwyższe pozycje na listach | Najwyższe pozycje na listach | Najwyższe pozycje na listach | Najwyższe pozycje na listach | Najwyższe pozycje na listach | Najwyższe pozycje na listach | Najwyższe pozycje na listach | Certyfikaty | Album           |
| Rok                                                      | Tytuł                                | USA                          | USA Dance                    | AUS                          | CAN                          | FRA                          | GER                          | ITA                          | SPA                          | SWI                          | UK                           | POL air.                     | EUR                          | Certyfikaty | Album           |
| -------------------------------------------------------- | ------------------------------------ | ---------------------------- | ---------------------------- | ---------------------------- | ---------------------------- | ---------------------------- | ---------------------------- | ---------------------------- | ---------------------------- | ---------------------------- | ---------------------------- | ---------------------------- | ---------------------------- | --- | --------------- |
| 1982                                                     | „Everybody”                          | 107                          | 3                            | —                            | —                            | —                            | —                            | —                            | —                            | —                            | —                            | —                            | —                            | | Madonna         |
| 1983                                                     | „Burning Up” / „Physical Attraction” | —                            | 3                            | 13                           | —                            | —                            | —                            | —                            | —                            | —                            | —                            | —                            | —                            | | Madonna         |
| 1983                                                     | „Holiday”                            | 16                           | 1                            | 4                            | 32                           | 19                           | 9                            | 22                           | —                            | 18                           | 2                            | —                            | 13                           | - UK: Platyna | Madonna         |
| 1983                                                     | „Lucky Star”                         | 4                            | 1                            | 36                           | 8                            | —                            | —                            | —                            | —                            | —                            | 14                           | —                            | 29                           | | Madonna         |
| 1984                                                     | „Borderline”                         | 10                           | 4                            | 12                           | 25                           | —                            | —                            | —                            | —                            | 23                           | 2                            | —                            | 29                           | - USA: Złoto - UK: Złoto                                                                                               | Madonna         |
| 1984                                                     | „Like a Virgin”                      | 1                            | 1                            | 1                            | 1                            | 8                            | 4                            | 16                           | —                            | 9                            | 3                            | —                            | 1                            | - USA: Złoto - SPA: Złoto - UK: Złoto                                                                                  | Like a Virgin   |
| 1985                                                     | „Material Girl”                      | 2                            | 1                            | 4                            | 4                            | 47                           | 13                           | 18                           | 10                           | 15                           | 3                            | 91                           | 5                            | - ITA: Złoto - SPA: Platyna - UK: Platyna                                                                              | Like a Virgin   |
| 1985                                                     | „Crazy for You”                      | 1                            | —                            | 1                            | 1                            | 47                           | 26                           | 12                           | 17                           | 16                           | 2                            | —                            | 6                            | - USA: Złoto - UK: Złoto                                                                                               | Vision Quest    |
| 1985                                                     | „Angel”                              | 5                            | 1                            | 1                            | 5                            | —                            | 31                           | —                            | 2                            | 17                           | 5                            | —                            | 14                           | - USA: Złoto | Like a Virgin   |
| 1985                                                     | „Into the Groove”                    | —                            | 1                            | 1                            | —                            | 2                            | 3                            | 1                            | 1                            | 2                            | 1                            | —                            | 1                            | - USA: Złoto - UK: Złoto - ITA: Złoto - FRA: Złoto                                                                     | Like a Virgin   |
| 1985                                                     | „Dress You Up”                       | 5                            | 3                            | 5                            | 10                           | 18                           | 20                           | 16                           | 11                           | 20                           | 5                            | —                            | 6                            | - UK: Srebro | Like a Virgin   |
| 1985                                                     | „Gambler”                            | —                            | —                            | 10                           | —                            | 33                           | 25                           | 3                            | —                            | 23                           | 4                            | —                            | 8                            | - UK: Srebro | Vision Quest    |
| 1986                                                     | „Live to Tell”                       | 1                            | —                            | 7                            | 1                            | 6                            | 12                           | 1                            | —                            | 4                            | 2                            | —                            | 1                            | - UK: Srebro - FRA: Srebro                                                                                             | True Blue       |
| 1986                                                     | „Papa Don’t Preach”                  | 1                            | 4                            | 1                            | 1                            | 3                            | 2                            | 1                            | 4                            | 2                            | 1                            | —                            | 1                            | - USA: Platyna - UK: Złoto - FRA: Srebro                                                                               | True Blue       |
| 1986                                                     | „True Blue”                          | 3                            | 6                            | 5                            | 1                            | 6                            | 6                            | 3                            | 12                           | 6                            | 1                            | —                            | 1                            | - USA: Złoto - AUS: Platyna - UK: Srebro - FRA: Srebro                                                                 | True Blue       |
| 1986                                                     | „Open Your Heart”                    | 1                            | 1                            | 16                           | 8                            | 24                           | 17                           | 6                            | —                            | 11                           | 4                            | —                            | 4                            | - UK: Srebro | True Blue       |
| 1987                                                     | „La Isla Bonita”                     | 4                            | —                            | 6                            | 1                            | 1                            | 1                            | 18                           | 8                            | 1                            | 1                            | 51                           | 1                            | - UK: Złoto - GER: Złoto - ITA: Złoto - FRA: Złoto - SPA: Platyna                                                      | True Blue       |
| 1987                                                     | „Who’s That Girl”                    | 1                            | 44                           | 7                            | 1                            | 2                            | 2                            | 1                            | 6                            | 2                            | 1                            | —                            | 2                            | - UK: Srebro - FRA: Złoto                                                                                              | Who’s That Girl |
| 1987                                                     | „Causing a Commotion”                | 2                            | 1                            | 7                            | 2                            | —                            | 14                           | 4                            | 21                           | 9                            | 4                            | —                            | 3                            | | Who’s That Girl |
| 1987                                                     | „The Look of Love”                   | —                            | —                            | —                            | —                            | 23                           | 34                           | —                            | —                            | 20                           | 9                            | —                            | 17                           | | Who’s That Girl |
| 1988                                                     | „Spotlight”                          | —                            | —                            | —                            | —                            | —                            | —                            | —                            | —                            | —                            | —                            | —                            | —                            | | You Can Dance   |
| 1989                                                     | „Like a Prayer”                      | 1                            | 1                            | 1                            | 1                            | 2                            | 2                            | 1                            | 1                            | 1                            | 1                            | 64                           | 1                            | - USA: 2× Platyna - AUS: Platyna. - FRA: Srebro - GER: Złoto - ITA: Złoto - SPA: Platyna - SWI: Złoto - UK: 2× Platyna | Like a Prayer   |
| 1989                                                     | „Express Yourself”                   | 2                            | 1                            | 5                            | 1                            | 7                            | 3                            | 1                            | 3                            | 1                            | 5                            | —                            | 1                            | - USA: Złoto - AUS: Złoto - UK: Srebro                                                                                 | Like a Prayer   |
| 1989                                                     | „Cherish”                            | 2                            | —                            | 4                            | 1                            | 21                           | 16                           | 3                            | 10                           | 10                           | 3                            | —                            | 5                            | - AUS: Złoto | Like a Prayer   |
| 1989                                                     | „Oh Father”                          | 20                           | —                            | 59                           | 14                           | 26                           | —                            | 6                            | —                            | —                            | 16                           | —                            | 62                           | | Like a Prayer   |
| 1989                                                     | „Dear Jessie”                        | —                            | —                            | 51                           | —                            | —                            | 19                           | —                            | 17                           | 16                           | 5                            | —                            | 9                            | - UK: Srebro | Like a Prayer   |
| „—” oznacza, że singel nie był notowany na danej liście. |                                      |                              |                              |                              |                              |                              |                              |                              |                              |                              |                              |                              |                              | |                 |

### 1990–1999
| Rok                                                      | Tytuł                               | Najwyższe pozycje na listach | Najwyższe pozycje na listach | Najwyższe pozycje na listach | Najwyższe pozycje na listach | Najwyższe pozycje na listach | Najwyższe pozycje na listach | Najwyższe pozycje na listach | Najwyższe pozycje na listach | Najwyższe pozycje na listach | Najwyższe pozycje na listach | Najwyższe pozycje na listach | Najwyższe pozycje na listach | Certyfikaty                                                                                   | Album                                 |
| Rok                                                      | Tytuł                               | USA                          | USA Dance                    | AUS                          | CAN                          | FRA                          | GER                          | ITA                          | SPA                          | SWI                          | UK                           | POL air.                     | EUR                          | Certyfikaty                                                                                   | Album                                 |
| -------------------------------------------------------- | ----------------------------------- | ---------------------------- | ---------------------------- | ---------------------------- | ---------------------------- | ---------------------------- | ---------------------------- | ---------------------------- | ---------------------------- | ---------------------------- | ---------------------------- | ---------------------------- | ---------------------------- | --------------------------------------------------------------------------------------------- | ------------------------------------- |
| 1990                                                     | „Keep It Together”                  | 8                            | 1                            | 1                            | 8                            | —                            | —                            | 16                           | —                            | —                            | —                            | —                            | —                            | - USA: Złoto - AUS: 2× Platyna                                                                | Like a Prayer                         |
| 1990                                                     | „Vogue”                             | 1                            | 1                            | 1                            | 1                            | 9                            | 4                            | 1                            | 1                            | 2                            | 1                            | —                            | 1                            | - USA: 3× Platyna - AUS: 2× Platyna - UK: Złoto - CAN: Platyna - FRA: Srebro - ITA: Złoto     | I’m Breathless                        |
| 1990                                                     | „Hanky Panky”                       | 10                           | —                            | 6                            | 18                           | —                            | 21                           | 4                            | 13                           | 15                           | 2                            | —                            | 4                            | - USA: Złoto - AUS: Złoto - UK: Srebro                                                        | I’m Breathless                        |
| 1990                                                     | „Justify My Love”                   | 1                            | 1                            | 4                            | 1                            | 17                           | 10                           | 2                            | 3                            | 3                            | 2                            | —                            | 3                            | - USA: Platyna - AUS: Złoto - UK: Srebro - CAN: Złoto                                         | The Immaculate Collection             |
| 1991                                                     | „Rescue Me”                         | 9                            | 6                            | 15                           | 7                            | 21                           | 21                           | 12                           | —                            | 11                           | 3                            | —                            | 3                            | - USA: Złoto                                                                                  | The Immaculate Collection             |
| 1992                                                     | „This Used to Be My Playground”     | 1                            | —                            | 9                            | 1                            | 7                            | 6                            | 1                            | 6                            | 6                            | 3                            | —                            | 2                            | - USA: Złoto - AUS: Złoto - UK: Srebro                                                        | —                                     |
| 1992                                                     | „Erotica”                           | 3                            | 1                            | 4                            | 13                           | 23                           | 13                           | 1                            | 4                            | 8                            | 3                            | —                            | 1                            | - USA: Złoto - AUS: Złoto                                                                     | Erotica                               |
| 1992                                                     | „Deeper and Deeper”                 | 7                            | 1                            | 11                           | 2                            | 17                           | 26                           | 1                            | —                            | 23                           | 6                            | —                            | 9                            | - AUS: Złoto                                                                                  | Erotica                               |
| 1993                                                     | „Bad Girl”                          | 36                           | —                            | 32                           | 20                           | 44                           | 47                           | 3                            | —                            | 25                           | 10                           | —                            | 26                           |                                                                                               | Erotica                               |
| 1993                                                     | „Fever”                             | —                            | 1                            | 51                           | —                            | 31                           | —                            | 12                           | —                            | —                            | 6                            | —                            | 26                           |                                                                                               | Erotica                               |
| 1993                                                     | „Rain”                              | 14                           | —                            | 5                            | 2                            | —                            | 26                           | 9                            | —                            | 11                           | 7                            | —                            | 15                           | - AUS: Złoto                                                                                  | Erotica                               |
| 1993                                                     | „Bye Bye Baby”                      | —                            | —                            | 15                           | —                            | —                            | —                            | 7                            | —                            | 28                           | —                            | —                            | —                            |                                                                                               | Erotica                               |
| 1994                                                     | „I’ll Remember”                     | 2                            | —                            | 7                            | 1                            | 40                           | 49                           | 1                            | —                            | 17                           | 7                            | —                            | 15                           | - USA: Złoto - AUS: Złoto                                                                     | With Honors                           |
| 1994                                                     | „Secret”                            | 3                            | 1                            | 5                            | 1                            | 2                            | 29                           | 3                            | 4                            | 1                            | 5                            | —                            | 4                            | - USA: Złoto - AUS: Złoto - FRA: Złoto                                                        | Bedtime Stories                       |
| 1994                                                     | „Take a Bow”                        | 1                            | —                            | 15                           | 1                            | 25                           | 18                           | 2                            | —                            | 8                            | 16                           | —                            | 17                           | - USA: Złoto                                                                                  | Bedtime Stories                       |
| 1995                                                     | „Bedtime Story”                     | 42                           | 1                            | 5                            | 42                           | —                            | —                            | 8                            | —                            | —                            | 4                            | —                            | 16                           |                                                                                               | Bedtime Stories                       |
| 1995                                                     | „Human Nature”                      | 46                           | 2                            | 17                           | 64                           | —                            | 50                           | 10                           | —                            | 17                           | 8                            | —                            | 39                           |                                                                                               | Bedtime Stories                       |
| 1995                                                     | „You’ll See”                        | 6                            | —                            | 9                            | 2                            | 24                           | 15                           | 5                            | —                            | 8                            | 5                            | —                            | 8                            | - USA: Złoto - AUS: Złoto - UK: Srebro                                                        | Something to Remember                 |
| 1996                                                     | „One More Chance”                   | —                            | —                            | 35                           | —                            | —                            | —                            | 2                            | —                            | —                            | 11                           | —                            | 50                           |                                                                                               | Something to Remember                 |
| 1996                                                     | „Love Don’t Live Here Anymore”      | 78                           | 16                           | 27                           | 24                           | 48                           | —                            | —                            | —                            | —                            | —                            | —                            | —                            |                                                                                               | Something to Remember                 |
| 1996                                                     | „You Must Love Me”                  | 18                           | —                            | 11                           | 11                           | 41                           | 78                           | 4                            | —                            | 43                           | 10                           | —                            | 29                           | - USA: Złoto                                                                                  | Evita                                 |
| 1996                                                     | „Don’t Cry for Me Argentina”        | 8                            | 1                            | 9                            | 14                           | 1                            | 3                            | 2                            | 1                            | 4                            | 3                            | —                            | 1                            | - AUS: Złoto - UK: Złoto - GER: Złoto - SWI: Złoto - FRA: Złoto                               | Evita                                 |
| 1997                                                     | „Another Suitcase in Another Hall”  | —                            | —                            | —                            | —                            | —                            | —                            | 4                            | —                            | —                            | 7                            | —                            | 61                           |                                                                                               | Evita                                 |
| 1998                                                     | „Frozen”                            | 2                            | 1                            | 5                            | 2                            | 2                            | 2                            | 1                            | 1                            | 2                            | 1                            | 2                            | 2                            | - USA: Złoto - AUS: Złoto - UK: Platyna - GER: Platyna - ITA: Złoto - SWI: Złoto - FRA: Złoto | Ray of Light                          |
| 1998                                                     | „Ray of Light”                      | 5                            | 1                            | 6                            | 3                            | 18                           | 28                           | 2                            | 1                            | 32                           | 2                            | —                            | 9                            | - USA: Złoto - AUS: Złoto - UK: Złoto                                                         | Ray of Light                          |
| 1998                                                     | „Drowned World/Substitute for Love” | —                            | —                            | 16                           | —                            | 42                           | 39                           | 5                            | 1                            | 31                           | 10                           | —                            | 22                           |                                                                                               | Ray of Light                          |
| 1998                                                     | „The Power of Good-Bye”             | 11                           | —                            | 33                           | 16                           | 21                           | 4                            | 8                            | 2                            | 8                            | 6                            | 1                            | 2                            | - UK: Srebro - GER: Złoto                                                                     | Ray of Light                          |
| 1999                                                     | „Nothing Really Matters”            | 93                           | 1                            | 15                           | 6                            | 48                           | 38                           | 7                            | 1                            | 26                           | 7                            | —                            | 16                           | - UK: Srebro                                                                                  | Ray of Light                          |
| 1999                                                     | „Beautiful Stranger”                | 19                           | 1                            | 5                            | 1                            | 17                           | 13                           | 1                            | 4                            | 6                            | 2                            | —                            | 2                            | - AUS: Złoto - UK: Platyna - FRA: Złoto                                                       | Austin Powers: The Spy Who Shagged Me |
| „—” oznacza, że singel nie był notowany na danej liście. |                                     |                              |                              |                              |                              |                              |                              |                              |                              |                              |                              |                              |                              |                                                                                               |                                       |

### 2000–2009
| Rok                                                      | Tytuł                                                       | Najwyższe pozycje na listach | Najwyższe pozycje na listach | Najwyższe pozycje na listach | Najwyższe pozycje na listach | Najwyższe pozycje na listach | Najwyższe pozycje na listach | Najwyższe pozycje na listach | Najwyższe pozycje na listach | Najwyższe pozycje na listach | Najwyższe pozycje na listach | Najwyższe pozycje na listach | Najwyższe pozycje na listach | Certyfikaty | Album                        |
| Rok                                                      | Tytuł                                                       | USA                          | USA Dance                    | AUS                          | CAN                          | FRA                          | GER                          | ITA                          | SPA                          | SWI                          | UK                           | POL air.                     | EUR                          | Certyfikaty | Album                        |
| -------------------------------------------------------- | ----------------------------------------------------------- | ---------------------------- | ---------------------------- | ---------------------------- | ---------------------------- | ---------------------------- | ---------------------------- | ---------------------------- | ---------------------------- | ---------------------------- | ---------------------------- | ---------------------------- | ---------------------------- | --- | ---------------------------- |
| 2000                                                     | „American Pie”                                              | 29                           | 1                            | 1                            | 4                            | 8                            | 1                            | 1                            | 1                            | 1                            | 1                            | —                            | 1                            | - AUS: Złoto - UK: Złoto - SWI: Złoto - FRA: Złoto                                                                                     | The Next Best Thing          |
| 2000                                                     | „Music”                                                     | 1                            | 1                            | 1                            | 1                            | 8                            | 2                            | 1                            | 1                            | 1                            | 1                            | 1                            | 1                            | - USA: Platyna - AUS: 2× Platyna - UK: Złoto - GER: Złoto - SWI: Złoto - FRA: Złoto                                                    | Music                        |
| 2000                                                     | „Don’t Tell Me”                                             | 4                            | 1                            | 7                            | 1                            | 16                           | 22                           | 1                            | 2                            | 10                           | 4                            | 3                            | 2                            | - USA: Złoto - AUS: Platyna - UK: Srebro - FRA: Złoto                                                                                  | Music                        |
| 2001                                                     | „What It Feels Like for a Girl”                             | 23                           | 1                            | 6                            | 2                            | 40                           | 16                           | 2                            | 1                            | 11                           | 7                            | —                            | 8                            | - AUS: Złoto | Music                        |
| 2002                                                     | „Die Another Day”                                           | 8                            | 1                            | 5                            | 1                            | 15                           | 4                            | 1                            | 1                            | 1                            | 3                            | —                            | 3                            | - AUS: Złoto - UK: Srebro - CAN: 2× Platyna - FRA: Złoto                                                                               | Die Another Day              |
| 2003                                                     | „American Life”                                             | 37                           | 1                            | 7                            | 1                            | 10                           | 10                           | 1                            | 2                            | 1                            | 2                            | —                            | 2                            | - AUS: Złoto - FRA: Złoto | American Life                |
| 2003                                                     | „Hollywood”                                                 | —                            | 1                            | 16                           | 5                            | 22                           | 21                           | 3                            | 2                            | 2                            | 2                            | 4                            | 3                            | | American Life                |
| 2003                                                     | „Me Against the Music” (Britney Spears, gościnnie: Madonna) | 35                           | 1                            | 1                            | 2                            | 11                           | 5                            | 2                            | 1                            | 4                            | 2                            | —                            | 1                            | - USA: Złoto - UK: Srebro - AUS: Platyna                                                                                               | In the Zone                  |
| 2003                                                     | „Nothing Fails”                                             | —                            | 1                            | —                            | 7                            | 34                           | 36                           | 7                            | 1                            | 41                           | —                            | —                            | —                            | | American Life                |
| 2003                                                     | „Love Profusion”                                            | —                            | 1                            | 25                           | 3                            | 25                           | —                            | 5                            | 1                            | 31                           | 11                           | 1                            | —                            | | American Life                |
| 2005                                                     | „Hung Up”                                                   | 7                            | 1                            | 1                            | 1                            | 1                            | 1                            | 1                            | 1                            | 1                            | 1                            | 47                           | 1                            | - USA: Platyna - AUS: Platyna - UK: 2× Platyna - GER: 3× Złoto - ITA: Platyna - SPA: Złoto - SWI: Złoto - CAN: 2× Platyna - FRA: Złoto | Confessions on a Dance Floor |
| 2006                                                     | „Sorry”                                                     | 58                           | 1                            | 4                            | —                            | 5                            | 5                            | 1                            | 1                            | 4                            | 1                            | —                            | 1                            | - UK: Srebro - CAN: Platyna | Confessions on a Dance Floor |
| 2006                                                     | „Get Together”                                              | 106                          | 1                            | 13                           | —                            | 23                           | 28                           | 2                            | 1                            | 16                           | 7                            | —                            | 18                           | | Confessions on a Dance Floor |
| 2006                                                     | „Jump”                                                      | 105                          | 1                            | 29                           | —                            | —                            | 23                           | 1                            | 3                            | 21                           | 9                            | 4                            | 19                           | | Confessions on a Dance Floor |
| 2007                                                     | „Hey You”                                                   | —                            | —                            | —                            | 57                           | —                            | —                            | 36                           | —                            | 55                           | 187                          | —                            | —                            | | —                            |
| 2008                                                     | „4 Minutes” (gościnnie: Justin Timberlake i Timbaland)      | 3                            | 1                            | 1                            | 1                            | 2                            | 1                            | 1                            | 1                            | 1                            | 1                            | 3                            | 1                            | - USA: 2× Platyna - AUS: Platyna - UK: Platyna - GER: Platyna - ITA: Złoto - SPA: 3× Platyna                                           | Hard Candy                   |
| 2008                                                     | „Give It 2 Me”                                              | 57                           | 1                            | 23                           | 8                            | 5                            | 8                            | 3                            | 1                            | 4                            | 7                            | —                            | 2                            | - UK: Srebro | Hard Candy                   |
| 2008                                                     | „Miles Away”                                                | —                            | 2                            | —                            | 23                           | 54                           | 11                           | 26                           | 1                            | 32                           | 39                           | —                            | —                            | | Hard Candy                   |
| 2009                                                     | „Celebration”                                               | 71                           | 1                            | 40                           | 5                            | 2                            | 5                            | 1                            | 17                           | 4                            | 3                            | —                            | 2                            | - ITA: Platyna | Celebration                  |
| 2009                                                     | „Revolver” (gościnnie: Lil Wayne)                           | —                            | 4                            | —                            | 47                           | 25                           | —                            | 16                           | 39                           | —                            | 130                          | —                            | 51                           | - ITA: Złoto | Celebration                  |
| „—” oznacza, że singel nie był notowany na danej liście. |                                                             |                              |                              |                              |                              |                              |                              |                              |                              |                              |                              |                              |                              | |                              |

### 2010–2019
| Rok                                                      | Tytuł                                                       | Najwyższe pozycje na listach | Najwyższe pozycje na listach | Najwyższe pozycje na listach | Najwyższe pozycje na listach | Najwyższe pozycje na listach | Najwyższe pozycje na listach | Najwyższe pozycje na listach | Najwyższe pozycje na listach | Najwyższe pozycje na listach | Najwyższe pozycje na listach | Najwyższe pozycje na listach | Certyfikaty                 | Album       |
| Rok                                                      | Tytuł                                                       | USA                          | USA Dance                    | AUS                          | CAN                          | FRA                          | GER                          | ITA                          | SPA                          | SWI                          | UK                           | POL air.                     | Certyfikaty                 | Album       |
| -------------------------------------------------------- | ----------------------------------------------------------- | ---------------------------- | ---------------------------- | ---------------------------- | ---------------------------- | ---------------------------- | ---------------------------- | ---------------------------- | ---------------------------- | ---------------------------- | ---------------------------- | ---------------------------- | --------------------------- | ----------- |
| 2012                                                     | „Give Me All Your Luvin’” (gościnnie: Nicki Minaj i M.I.A.) | 10                           | 1                            | 25                           | 1                            | 3                            | 8                            | 2                            | 2                            | 6                            | 37                           | —                            | - USA: Złoto - ITA: Platyna | MDNA        |
| 2012                                                     | „Girl Gone Wild”                                            | 106                          | 1                            | 93                           | 42                           | 13                           | —                            | 4                            | 7                            | 29                           | 73                           | —                            | - ITA: Platyna              | MDNA        |
| 2012                                                     | „Masterpiece”                                               | —                            | —                            | —                            | —                            | —                            | —                            | —                            | —                            | —                            | 68                           | —                            |                             | MDNA        |
| 2012                                                     | „Turn Up the Radio”                                         | —                            | 1                            | —                            | —                            | —                            | —                            | 58                           | 30                           | —                            | 175                          | —                            |                             | MDNA        |
| 2014                                                     | „Living for Love”                                           | 108                          | 1                            | 157                          | 92                           | 50                           | 40                           | 30                           | 21                           | 49                           | 26                           | —                            | - ITA: Złoto                | Rebel Heart |
| 2015                                                     | „Ghosttown”                                                 | —                            | 1                            | —                            | —                            | 34                           | 34                           | 20                           | 41                           | 39                           | 117                          | —                            | - ITA: Platyna              | Rebel Heart |
| 2015                                                     | „Bitch I’m Madonna” (gościnnie: Nicki Minaj)                | 84                           | 1                            | —                            | 58                           | 90                           | —                            | —                            | 49                           | —                            | —                            | —                            | - POL: Złoto                | Rebel Heart |
| 2015                                                     | „Hold Tight”                                                | —                            | —                            | —                            | —                            | 92                           | —                            | —                            | —                            | —                            | —                            | —                            |                             | Rebel Heart |
| 2019                                                     | „Medellín” (z Malumą)                                       | —                            | 1                            | —                            | —                            | —                            | —                            | 37                           | 67                           | 69                           | 87                           | 31                           | - ITA: Złoto                | Madame X    |
| 2019                                                     | „Crave” (ze Swae Lee)                                       | —                            | 1                            | —                            | —                            | —                            | —                            | —                            | —                            | —                            | —                            | —                            |                             | Madame X    |
| 2019                                                     | „I Rise”                                                    | —                            | 1                            | —                            | —                            | —                            | —                            | —                            | —                            | —                            | —                            | —                            |                             | Madame X    |
| „—” oznacza, że singel nie był notowany na danej liście. |                                                             |                              |                              |                              |                              |                              |                              |                              |                              |                              |                              |                              |                             |             |

### 2020–obecnie
| Rok                                                      | Tytuł                                                                                   | Najwyższe pozycje na listach | Najwyższe pozycje na listach | Najwyższe pozycje na listach | Najwyższe pozycje na listach | Najwyższe pozycje na listach | Najwyższe pozycje na listach | Najwyższe pozycje na listach | Najwyższe pozycje na listach | Najwyższe pozycje na listach | Najwyższe pozycje na listach | Najwyższe pozycje na listach | Certyfikaty | Album                   |
| Rok                                                      | Tytuł                                                                                   | USA                          | AUS                          | CAN                          | FRA                          | GER                          | ITA                          | SPA                          | SWI                          | UK                           | POL str.                     | WW                           | Certyfikaty | Album                   |
| -------------------------------------------------------- | --------------------------------------------------------------------------------------- | ---------------------------- | ---------------------------- | ---------------------------- | ---------------------------- | ---------------------------- | ---------------------------- | ---------------------------- | ---------------------------- | ---------------------------- | ---------------------------- | ---------------------------- | --- | ----------------------- |
| 2020                                                     | „I Don’t Search I Find”                                                                 | —                            | —                            | —                            | —                            | —                            | —                            | —                            | —                            | —                            | —                            | —                            | | Madame X                |
| 2020                                                     | „Levitating” (The Blessed Madonna remix) (Dua Lipa, gościnnie: Madonna i Missy Elliott) | 110                          | 35                           | —                            | —                            | —                            | 47                           | 71                           | —                            | —                            | —                            | —                            | | Club Future Nostalgia   |
| 2021                                                     | „Frozen” (Sickick remix)                                                                | —                            | —                            | —                            | 64                           | —                            | —                            | —                            | —                            | —                            | —                            | —                            | - FRA: Złoto - POL: Złoto                                                                                         | —                       |
| 2022                                                     | „Break My Soul” (The Queens remix) (z Beyoncé)                                          | —                            | —                            | —                            | —                            | —                            | —                            | —                            | —                            | —                            | —                            | —                            | | —                       |
| 2022                                                     | „Back That Up to the Beat”                                                              | —                            | —                            | —                            | —                            | —                            | —                            | —                            | —                            | —                            | —                            | —                            | - POL: Złoto | —                       |
| 2023                                                     | „Popular” (z The Weekndem i Playboiem Cartim)                                           | 43                           | 8                            | 10                           | 77                           | 21                           | 96                           | —                            | 11                           | 10                           | 51                           | 13                           | - USA: Platyna - AUS: 3× Platyna - FRA: Złoto - GER: Złoto - ITA: Złoto - SPA: Złoto - UK: Platyna - POL: Platyna | The Highlights (Deluxe) |
| 2023                                                     | „Vulgar” (z Samem Smithem)                                                              | —                            | —                            | —                            | —                            | —                            | —                            | —                            | —                            | 69                           | —                            | —                            | | —                       |
| „—” oznacza, że singel nie był notowany na danej liście. |                                                                                         |                              |                              |                              |                              |                              |                              |                              |                              |                              |                              |                              | |                         |

## Single promocyjne
| Rok                                                      | Tytuł                                         | Najwyższe pozycje na listach | Album                                                              | Informacje wydawnicze                                                                                          |
| Rok                                                      | Tytuł                                         | USA Dance                    | Album                                                              | Informacje wydawnicze                                                                                          |
| -------------------------------------------------------- | --------------------------------------------- | ---------------------------- | ------------------------------------------------------------------ | --- |
| 1985                                                     | „Over and Over” / „Borderline”                | —                            | Like a Virgin                                                      | Wydany we Włoszech.                                                                                            |
| 1986                                                     | „Where’s the Party”                           | –                            | True Blue                                                          | Wydany na Filipinach, z „Love Don’t Live Here Anymore” na stronie B.                                           |
| 1987                                                     | „You Can Dance (LP Cuts)”                     | 1                            | You Can Dance                                                      | Promocyjny singel z miksem utworów z albumu You Can Dance.                                                     |
| 1990                                                     | „Pray for Spanish Eyes”                       | –                            | Like a Prayer                                                      | Wydany w Hiszpanii.                                                                                            |
| 1992                                                     | „Erotic”                                      | –                            | —                                                                  | Promocyjny singel dołączony do książki Sex, zawierający remiks utworu „Erotica” z dodatkowymi partiami tekstu. |
| 1995                                                     | „I Want You” (z Massive Attack)               | —                            | Inner City Blues: The Music of Marvin Gaye / Something to Remember | Wydany wraz z teledyskiem.                                                                                     |
| 1997                                                     | „Buenos Aires”                                | 3                            | Evita                                                              | Promocyjny singel z remiksami.                                                                                 |
| 1998                                                     | „Sky Fits Heaven”                             | 41                           | Ray of Light                                                       | Promocyjny singel z remiksami.                                                                                 |
| 2000                                                     | „Skin”                                        | —                            | Ray of Light                                                       | Promocyjny singel z remiksem.                                                                                  |
| 2000                                                     | „Amazing”                                     | —                            | Music                                                              | Promocyjny singel radiowy.                                                                                     |
| 2001                                                     | „Impressive Instant”                          | 1                            | Music                                                              | Promocyjny singel z remiksami.                                                                                 |
| 2001                                                     | „GHV2 Megamix”                                | 5                            | GHV2                                                               | Promocyjny singel z miksem utworów z albumu GHV2.                                                              |
| 2003                                                     | „Into the Hollywood Groove” (z Missy Elliott) | —                            | Remixed & Revisited                                                | Promocyjny singel wręczany klientom sieci sklepów Gap w ramach kampanii z udziałem Madonny.                    |
| 2003                                                     | „Nobody Knows Me”                             | 4                            | American Life                                                      | Promocyjny singel z remiksami.                                                                                 |
| 2005                                                     | „Imagine” (na żywo)                           | —                            | —                                                                  | Promocyjny singel cyfrowy z występem na telethonie Tsunami Aid: Concert of Hope.                               |
| 2005                                                     | „Mother and Father”                           | 9                            | American Life                                                      | Promocyjny singel z remiksem.                                                                                  |
| 2012                                                     | „Broken”                                      | –                            | —                                                                  | Promocyjny singel wydany dla członków oficjalnego fanklubu Madonny, Icon                                       |
| 2012                                                     | „Love Spent”                                  | –                            | MDNA                                                               | Promocyjny singel wydany w Holandii.                                                                           |
| 2012                                                     | „Superstar”                                   | –                            | MDNA                                                               | Promocyjny singel wydany w Brazylii wraz z gazetą „Folha de S. Paulo”.                                         |
| 2019                                                     | „Future” (z Quavo)                            | —                            | Madame X                                                           | Promocyjny singel cyfrowy.                                                                                     |
| 2019                                                     | „Dark Ballet”                                 | —                            | Madame X                                                           | Promocyjny singel cyfrowy.                                                                                     |
| 2022                                                     | „Material Gworrllllllll!” (z Saucy Santana)   | —                            | —                                                                  | Promocyjny singel cyfrowy.                                                                                     |
| 2022                                                     | „Hung Up on Tokischa” (gościnnie: Tokischa)   | —                            | —                                                                  | Promocyjny singel cyfrowy.                                                                                     |
| 2025                                                     | „Skin” (The Collaboration Remix Edit)         | —                            | Veronica Electronica                                               | Promocyjny singel cyfrowy.                                                                                     |
| 2025                                                     | „Gone Gone Gone” (demo)                       | —                            | Veronica Electronica                                               | Promocyjny singel cyfrowy.                                                                                     |
| „—” oznacza, że singel nie był notowany na danej liście. |                                               |                              |                                                                    | |

## Inne notowane utwory
| Rok                                                     | Tytuł                                                  | Najwyższe pozycje na listach | Najwyższe pozycje na listach | Najwyższe pozycje na listach | Najwyższe pozycje na listach | Najwyższe pozycje na listach | Album        |
| Rok                                                     | Tytuł                                                  | USA                          | CAN                          | FRA                          | ITA                          | UK                           | Album        |
| ------------------------------------------------------- | ------------------------------------------------------ | ---------------------------- | ---------------------------- | ---------------------------- | ---------------------------- | ---------------------------- | ------------ |
| 2008                                                    | „Beat Goes On” (gościnnie: Kanye West)                 | —                            | 82                           | —                            | —                            | 189                          | Hard Candy   |
| 2009                                                    | „It's So Cool”                                         | —                            | —                            | —                            | 20                           | 107                          | Celebration  |
| 2012                                                    | „Gang Bang”                                            | —                            | —                            | 93                           | —                            | —                            | MDNA         |
| 2014                                                    | „Devil Pray”                                           | —                            | —                            | 62                           | —                            | —                            | Rebel Heart  |
| 2014                                                    | „Unapologetic Bitch”                                   | —                            | —                            | 91                           | —                            | —                            | Rebel Heart  |
| 2014                                                    | „Illuminati”                                           | —                            | —                            | 92                           | —                            | —                            | Rebel Heart  |
| 2015                                                    | „Joan of Arc”                                          | —                            | —                            | 76                           | —                            | —                            | Rebel Heart  |
| 2015                                                    | „Iconic” (gościnnie: Chance the Rapper i Mike Tyson)   | —                            | —                            | 114                          | —                            | —                            | Rebel Heart  |
| 2018                                                    | „Champagne Rosé” (Quavo, gościnnie: Madonna i Cardi B) | 120                          | —                            | —                            | —                            | —                            | Quavo Huncho |
| „—” oznacza, że utwór nie był notowany na danej liście. |                                                        |                              |                              |                              |                              |                              |              |